# Robert Giaimo

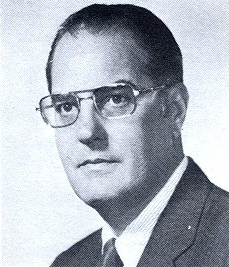
Robert Giaimo (1979)

Robert Nicholas Giaimo (* 15. Oktober 1919 in New Haven, Connecticut; † 24. Mai 2006 in Arlington, Virginia) war ein US-amerikanischer Politiker. Zwischen 1959 und 1981 vertrat er den dritten Wahlbezirk des Bundesstaates Connecticut im US-Repräsentantenhaus.

## Werdegang
Robert Giaimo besuchte die öffentlichen Schulen in North Haven. Danach studierte er bis 1941 am Fordham College in New York City und dann bis 1943 an der University of Connecticut. Zwischen 1943 und 1946 diente er während des Zweiten Weltkrieges in der US Army. Nach einem Jurastudium und seiner im Jahr 1947 erfolgten Zulassung als Rechtsanwalt begann er in New Haven in seinem neuen Beruf zu arbeiten. Zwischen 1949 und 1955 war Giaimo Mitglied im Schulrat der Stadt North Haven. Von 1952 bis 1954 war er Verwaltungsangestellter am dortigen Nachlassgericht. Danach fungierte er zwischen 1955 und 1958 als Vorsitzender des Berufungsausschusses (Personnel Appeal Board) des Staates Connecticut. In North Haven war er außerdem noch Mitglied des Gemeinderates.
Giaimo war Mitglied der Demokratischen Partei. Im Jahr 1956 kandidierte er erstmals erfolglos für einen Sitz im US-Repräsentantenhaus. Bei den Kongresswahlen des Jahres 1958 wurde er dann im dritten Distrikt von Connecticut in das Repräsentantenhaus in Washington, D.C. gewählt. Dort trat er am 3. Januar 1959 die Nachfolge des Republikaners Albert W. Cretella an, den er bei der Wahl geschlagen hatte. Nach zehn Wiederwahlen konnte er bis zum 3. Januar 1981 elf Legislaturperioden im Kongress absolvieren. Von 1977 bis 1981 war er Vorsitzender des Haushaltsausschusses. In seine Zeit im Kongress fielen unter anderem der Vietnamkrieg, die Bürgerrechtsbewegung und die Watergate-Affäre. Im Jahr 1980 verzichtete er auf eine weitere Kandidatur.
Nach dem Ende seiner Zeit im US-Repräsentantenhaus zog sich Robert Giaimo aus der Politik zurück. Er starb im Mai 2006 in Arlington und wurde in North Haven beigesetzt.